# Kenneth Hansen
Kenneth Kruse Hansen (ur. 19 października 1987 w Herlev) – duński żużlowiec, występujący również na długim torze i na trawie.

## Przynależność klubowa
Polska
- Speedway Miszkolc (Węgry, 2006)
- TŻ Lublin (2007)
- Stal Gorzów Wielkopolski (2008)
- KSM Krosno (2009–2011)
- SK Lokomotīve Dyneburg (Łotwa, 2012)
- Wanda Kraków (2013–2015)
- TŻ Ostrovia (2017)
- KSM Krosno (2018)
- Stal Rzeszów (2020)
- Unia Tarnów (2022–)

## Osiągnięcia
- IMEJ - 2007 (V)
- IMŚJ - 2007 (VI)
- DMŚJ – 2006 (II)
- IM Szwecji Juniorów – 2005 (XII), 2006 (III), 2007 (XI)
- IM Szwecji – 2006 (X), 2007 (XVII)